# Андрей Бабіш
Андрей Бабіш (чеськ. Andrej Babiš; нар. 2 вересня 1954, Братислава, Чехословаччина) — чеський проросійський підприємець-мільярдер, бізнес-олігарх та політик-популіст антиєвропейського напряму; колишній член КПЧ, словак за походженням. Прем'єр-міністр Чехії з 6 грудня 2017 року по 28 листопада 2021 року. Кандидат на посаду президента Чехії на виборах у січні 2023 року.
Власник великої мережі агрохімічних підприємств, двох щоденних газет і радіостанції. За інформацією журналу «Týden» та агенції «Reuters», із 4–5 млрд. доларів особистого статку він є другим за багатством громадянином країни. Журнал «Forbes» 2015 року назвав Бабіша «найбагатшим словаком» у світі.
З 2011 р. є засновником і лідером партії «ANO 2011», яка на парламентських виборах 2017 року набрала найбільше голосів.
У 2014—2017 рр. обіймав посаду міністра фінансів і першого заступника прем'єр-міністра Чеської Республіки. Був звільнений з посади 24 травня 2017 року за підозрою в податковому шахрайстві, корупції та протизаконному впливі на засоби масової інформації.
У популярних ЗМІ Бабіша часто звуть «чеським Трампом» або «чеським Берлусконі»[джерело?].

## Життєпис
Батько — Штефан Бабіш, за часів комуністичної влади був компартійним зовнішньоторговим функціонером, дипломатом; працював торговим консультантом в ООН і представляв Чехословаччину в переговорах GATT. Завдяки цьому Бабіш провів своє дитинство у Парижі та Женеві. Після закінчення 1974 року гімназії в Женеві навчався на торговому факультеті економічного Вищої господарської школи Братислави (1974—1978) за фахом «міжнародна торгівля».
Після закінчення вишу 1978 року він став кандидатом, а 1980 — членом Компартії Чехословаччини. 1985 року Бабіш поїхав до Марокко працювати у чеськословацькій зовнішньоекономічній компанії Petrimex, звідки він повернувся до Праги лише після Оксамитової революції 1991 року.
За даними словацького Інституту національної пам'яті, у 1980-х роках був агентом чехословацької Служби Державної безпеки (Státní bezpečnost, StB), схожої на КДБ СРСР.

## Політика
Діяльність Бабіша на посаді прем'єра Чехії викликає часте обурення і протести серед населення.
4 червня 2019 року на акцію протесту проти Бабіша на вулиці Праги вийшло 120 тисяч осіб. Учасники вимагали відставки Андрея та забезпечення незалежності судів.
16 листопада 2019 року в парку Летна пройшов мітинг з вимогами до Бабіша або відмовитись від бізнесу, або піти у відставку. За даними організаторів, асоціації «Мільйон миттєвостей», у протестах взяли участь 300 тисяч осіб, за даними поліції — акція нараховувала близько 200 тисяч учасників.
10 грудня 2019 року в Празі відбувся новий мітинг щодо відставки Бабіша. За оцінками організаторів, у ньому взяли участь 60 тисяч осіб, поліція заявила про 35 тис..

## Кримінальні справи
Бабіш є фігурантом двох справ, які розслідують чеська поліція і Європейське бюро з боротьби зі шахрайством. Крім іншого, його звинувачують у шахрайстві при отриманні дотаційних коштів від ЄС на свою фірму «Гніздо лелеки».
Бабіша звинувачували в незаконному привласненні субсидії розміром 2 млн. євро, отриманої 2009 року від Євросоюзу на будівництво конференц-центру Stork's Nest у передмісті Праги. Розслідування стало основною причиною відмови чеських політичних партій співпрацювати з партією влади ANO, що належить Андрею.
У вересні 2019 року прокурор Праги зупинив розслідування проти Бабіша, членів його сім'ї та інших осіб.
9 січня 2023 року, напередодні президентських виборів, суд у Празі виправдав Бабіша за звинуваченнями в шахрайстві із субсидіями Європейського союзу на суму 2 млн. євро, згідно зі словами судді — у зв'язку з невиявленням у його діях складу злочину. Державне обвинувачення має право подати апеляцію.

## Приватне життя
Бабіш удруге одружений, має чотирьох дітей: двох від першого шлюбу та двох від другого шлюбу.
13 листопада 2018 року журналісти Сабіна Слонкова та Їржі Кубік оприлюднили результати власного розслідування, яке дійшло висновку, що прем'єр силоміць вивіз свого сина Андрея з Чехії, щоби сховати його від слідства, та утримував його в анексованому Криму. Син політика в розмові з журналістами підтвердив цю інформацію.